# برميون (لوداب)
برمیون (بالفارسية: برمیون) هي قرية تقع في إيران في قسم لوداب الريفي. يقدر عدد سكانها بـ 15 نسمة بحسب إحصاء 2016.